# Navarone Garibaldi
Navarone Anthony Garibaldi (Santa Mónica, California, 1 de marzo de 1987) es un músico estadounidense. Es el líder de la banda Them Guns. Garibaldi es hijo de Priscilla Presley y medio hermano de Lisa Marie Presley.

## Incursión en la música

### Como líder de la banda Them Guns
Garibaldi incursionó en la música, formando la banda de rock Them Guns con sede en Los Ángeles, siendo su líder y (guitarra/voz principal), Kyle Hamood (guitarra principal/voz/teclas), Bobby Vega (batería) y Chuck Holiday (bajo). Santa Cruz Waves describió su sonido como 

"... una base de rock, un matiz de voces de surf/ska y teclas funky, un sonido para satisfacer a los entusiastas de la música rock tradicional, alternativa y psicodélica... nacido de los barriles". de esas armas"

Garibaldi cita sus influencias musicales como "Nine Inch Nails, Nirvana, Kings of Leon hasta los Chemical Brothers".
En los Estados Unidos, Them Guns ha tenido espectáculos con entradas agotadas en The Viper Room, The Troubadour en West Hollywood y muchos otros lugares de rock. Su debut en el Reino Unido fue el 4 de abril del 2013 en The Kings Head Club en Hoxton, al este de Londres. Era la primera vez que The Kings Head Club presentaba una banda en vivo y el espectáculo era privado.

## Vida personal
Garibaldi nació el 1 de marzo de 1987, fruto de la unión entre la actriz Priscilla Presley y Marco Garibaldi en Santa Mónica, California. Dado que su madre, Priscilla, era la exesposa de Elvis Presley, el escrutinio de los medios a menudo se centraba en la familia. La media hermana de Garibaldi era Lisa Marie Presley, la única hija de Elvis,  y él es el tío de sus hijos, Riley, Benjamin Keough y Harper y Finley Lockwood. Danny Keough, Nicolas Cage, Michael Jackson y Michael Lockwood fueron sus cuñados.
Garibaldi es un amante de los reptiles y colecciona pitones reticuladas y lagartos monitores de agua asiáticos. El 15 de febrero del 2022 se casó con Elisa Achilli en el hotel Schloss Hünigen en Emmental Valley, Suiza.